# Paraíso (Santa Catarina)
Paraíso es un municipio brasileño del estado de Santa Catarina. Tiene una población estimada al 2022 de 4 267 habitantes. Pertenece a la Región metropolitana del Extremo Oeste.

## Historia
La localidad fue poblada a finales del 1951, cuando se establecieron las primeras familias provenientes de Anita Garibaldi y de Río Grande del Sur. El verdor del lugar, y sus bosques vírgenes dieron origen al nombre de Paraíso, por el pionero Fioravante Furlan al contemplar la región.
Estos colonos se dedicaron a la agricultura y la madera, inaugurando la primera iglesia en 1953, año en que se asentaron emigrantes de origen italiano y alemán. Fue creado el distrito de Paraíso el 9 de octubre de 1956, se emancipó de São Miguel do Oeste el 9 de enero de 1992.